# 克列班
48°39′43″N 29°1′2″E / 48.66194°N 29.01722°E
克列班（烏克蘭語：Клебань），是烏克蘭的村落，位於該國西南部文尼察州，由圖利欽區負責管轄，始建於1606年，面積5.89平方公里，海拔高度200米，2001年人口2,172。